# Ярослав Цейп
Ярослав Цейп (чеськ. Jaroslav Cejp, 7 квітня 1924 — 22 березня 2002) — чехословацький футболіст, що грав на позиції нападника.
Виступав, зокрема, за клуб «Спарта» (Прага), а також національну збірну Чехословаччини.
Чемпіон Чехословаччини. 

## Клубна кар'єра
У дорослому футболі дебютував 1943 року виступами за команду «Пардубице», яка брала участь у змаганнях Протекторату Богемії і Моравії.
Після завершення Другої світової війни та відновлення Чехословаччини прийняв пропозицію приєднатися до празької «Спарти», гравцем якої став 1946 року і за яку відіграв 5 з половиною сезонів. Більшість часу, проведеного у складі «Спарти», був основним гравцем атакувальної ланки команди. У складі «Спарти» був одним з головних бомбардирів команди, маючи середню результативність на рівні 0,8 голу за гру першості. Найвдлішим для гравця був сезон 1947/1948, в якому його команда стала чемпіоном Чехословаччини, а його особистий внесок у цей успіх склав 21 забитий гол, що дозволило йому стати найкращим бомбардиром сезону у чехословацькому чемпіонаті.
Був змушений завершити професійну кар'єру футболіста у 1951 році у віці 27 років через важку травму ноги, отриману у матчі чемпіонату.
Помер 22 березня 2002 року на 78-му році життя.

## Виступи за збірну
1946 року дебютував в офіційних матчах у складі національної збірної Чехословаччини. Протягом кар'єри у національній команді, яка тривала 6 років, провів у формі головної команди країни 14 матчів, забивши 10 голів.

## Титули і досягнення

### Командні
- Чемпіон Чехословаччини (1):

«Спарта» (Прага): 1947-1948

### Особисті
- Найкращий бомбардир чемпіонату Чехословаччини (1):

1947-1948 (21 гол)